# Mesoleptus evagator
Mesoleptus evagator là một loài tò vò trong họ Ichneumonidae.